# Royal Shakespeare Theatre
Das Royal Shakespeare Theatre ist ein großes Nationaltheater im Besitz der Royal Shakespeare Company und gewidmet dem Werk des britischen Dichters William Shakespeare. Es liegt in seiner Geburtsstadt Stratford-upon-Avon in den englischen  Midlands. Das Theater liegt am Ufer des Avon.

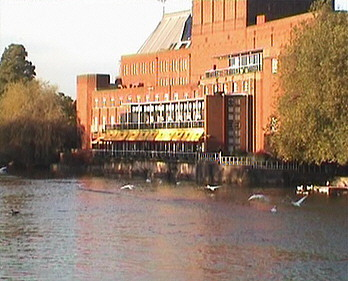
Stratford-upon-Avon, Royal Shakespeare Theatre

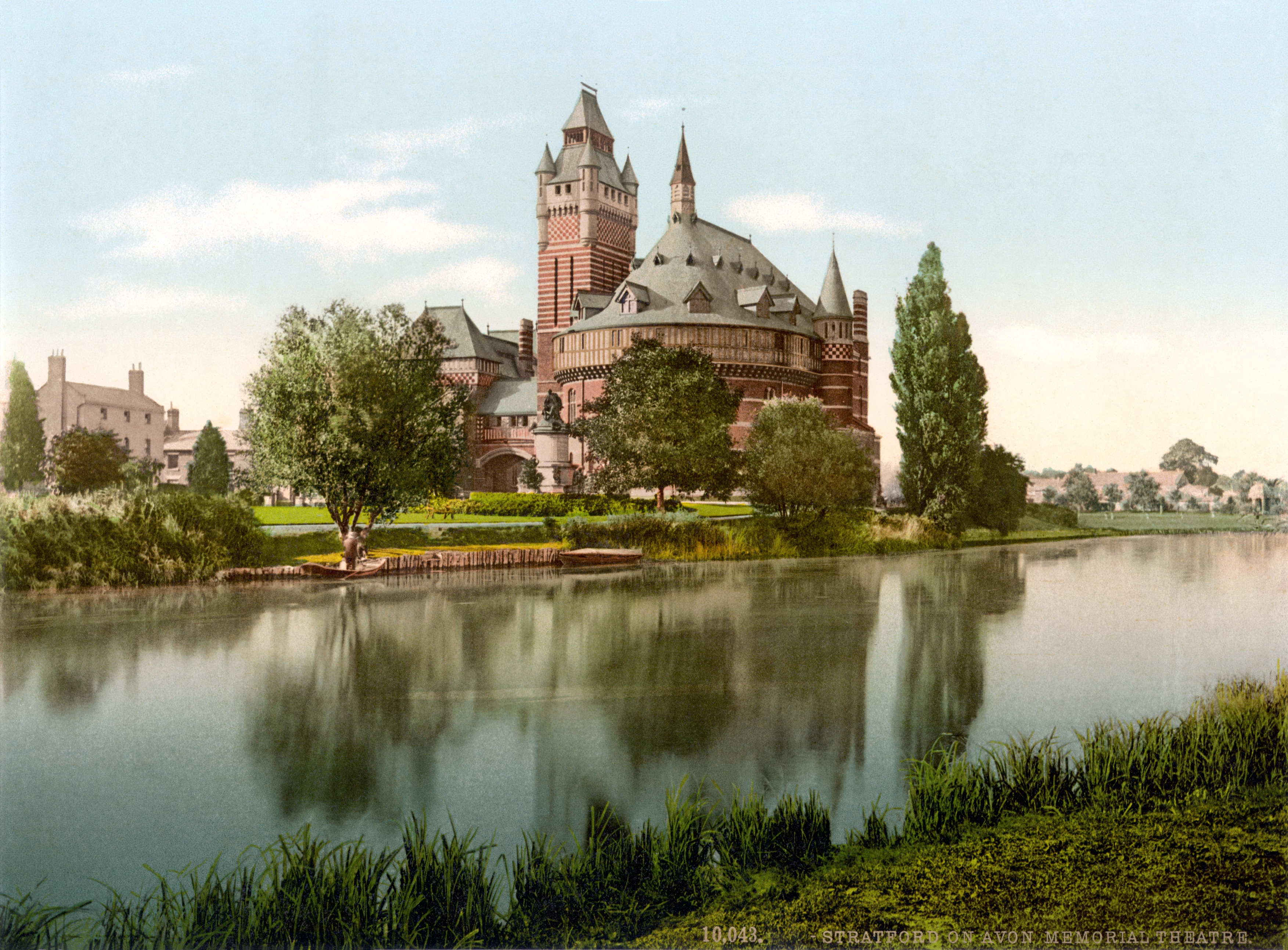
Shakespeare Memorial Theater ca. 1890

## Geschichte
Das moderne Theater wurde am 23. April 1932 eröffnet. Der Entwurf stammt von der Architektin Elisabeth Scott. Dies war das erste wichtige Gebäude in England, das nach den Entwürfen einer Architektin gebaut wurde. Der Bau war notwendig geworden, nachdem ein Feuer am 6. März 1926 das Shakespeare Memorial Theatre aus dem Jahre 1879 (eröffnet am 19. April) zerstört hatte. Es wird seit 1961 von der Royal Shakespeare Company verwaltet und bespielt und erhielt damals den neuen Namen Royal Shakespeare Theatre. Das Theater befindet sich am Westufer des Avon, die Bar und das Restaurant überblicken den Fluss.

### Gebäude
Das Theatergebäude aus den 1960er Jahren hatte eine Proszenium-Bühne, eine sogenannte Guckkastenbühne, und eine Sitzplatzkapazität von 1500 Zuschauern. Diese waren auf drei Ebenen platziert, dem Parkett, dem Rang und dem Balkon (mit Seitenbalkonen). Der Eingang zu den Balkonen führt über eine separate Seitentür außerhalb des Gebäudes. Das Theater hat einige bemerkenswerte Art-déco-Elemente, darunter das Treppenhaus, die Flure auf beiden Seiten des Auditoriums und die Türen zum Zuschauerraum. Es ist denkmalgeschützt (Grade II* Listing).
Das Swan-Theater und das RST (Royal Shakespeare Theatre) haben einen gemeinsamen Bühneneingang und auch einen gemeinsamen Bühnenraum hinter den Rückwänden, so dass es möglich ist, von einer auf die andere Bühne zu wechseln, (was manchmal selbst bei Inszenierungen ausgenutzt wird, so bei Venetian Twins im Swan 1993).
2019 wurde das Royal Shakespeare Theatre und das Swan Theatre von rund 974.000 Personen besucht. 2023 betrug die Besucherzahl etwa 883.000 Personen.

### Umbau

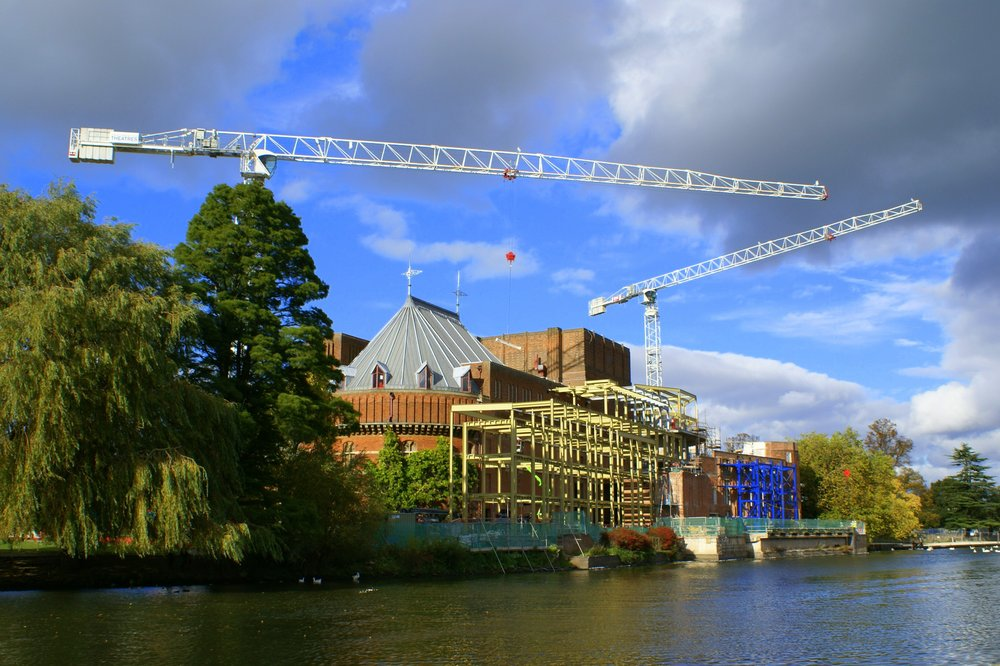
Theaterumbau 2008

Pläne, das Theater umzubauen, wurden kontrovers diskutiert, besonders da zwischenzeitlich geplant war, das Gebäude komplett abzureißen. Der Umbau begann 2007. Es entstanden neben einer vorgeschobenen Bühne Plätze für mehr als 1300 Zuschauer. Die öffentlichen Bereiche wurden renoviert und ausgeweitet, das Café unter dem Dach und das Restaurant wurden erneuert, ebenso wie die Bereiche für Schauspieler und Bühnenarbeiter hinter der Bühne. Nach dem Umbau ist der Zugang für Besucher mit Behinderungen erleichtert.
Der Theaterbau selbst ist ein Einraum-Theater, das Schauspielern und Zuschauern ermöglicht, denselben Raum zu teilen, wie es zur Zeit Shakespeares üblich war. Die Bühne reicht in den Zuschauerraum hinein und ist von drei Seiten mit Sitzen umgeben. Die Bühnenkonstruktion erlaubt nicht nur traditionelle Shakespeare-Produktionen, sondern die RSC kann das Publikum in näheren Kontakt zu den Schauspielern bringen.
Während der Schließung des Theaters fanden Vorstellungen im Courtyard Theatre statt, einem Übergangsgebäude, das an das nahegelegene Theater The Other Place angebaut wurde und dieses zeitweise ersetzte.
Das Theater wurde am 4. Dezember 2010 mit einer einmaligen Vorstellung für Sponsoren von A Masque for the New Theatre (Eine Maske für das neue Theater), aufgeführt durch eine kleine Gruppe der Ensemblemitglieder, wieder eröffnet. Die erste Produktion für ein zahlendes Publikum war ein kurzes modernes Ballett mit dem Titel Handbag (Handtasche) am 6. Dezember 2010. Als erstes Schauspiel im neuen Theater wurde im Juni 2011 Macbeth unter der Regie von Michael Boyd aufgeführt.